# Dave Brat

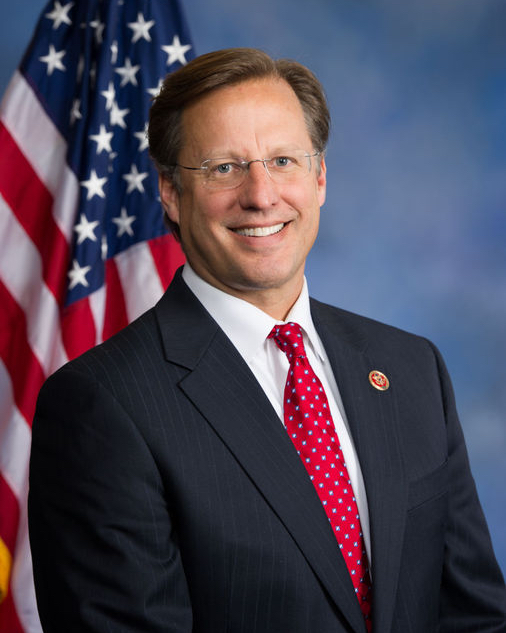

David Alan Brat (ur. 27 lipca 1964 w Detroit) – amerykański ekonomista i polityk, wykładowca Randolph-Macon College, działacz Partii Republikańskiej, członek Izby Reprezentantów z 7. okręgu wyborczego w stanie Wirginia od 4 listopada 2014.
W czerwcu 2014 nieoczekiwanie wygrał wewnętrzne prawybory z liderem kierownictwa Partii Republikańskiej w Izbie Reprezentantów Erikiem Cantorem. Następnie w wyborach pokonał demokratę Jacka Trammella. Związany ze środowiskiem TEA Party, sprzeciwiającym się ingerencji władz federalnych w gospodarkę i sprawy stanowe.